# 閻鄰
閻鄰（1499年—？），字德甫，號石閭，山東兖州府東平州人，軍籍，明朝政治人物。

## 生平
嘉靖元年（1522年）壬午科山東鄉試第六十六名舉人。嘉靖八年（1529年）中式己丑科會試第六十四名，登第三甲第一百零九名進士。授内黄知縣，十五年五月选授福建道试監察御史，十六年实授，巡视五城，十七年巡按宣大，復除陕西道御史，二十二年七月以侍班迟误，下镇抚司逮问。歷官大理寺左寺丞，二十六年五月升本寺右少卿。二十八年四月被刑科给事中徐易、凌汝志劾奏，革职闲住。

## 家族
曾祖閻貴；祖父閻宏；父閻縉，曾任運司經歷。前母張氏；前母王氏；母胡氏；繼母楊氏。具庆下。兄阎儒。